# Cladiella densa
Cladiella densa är en korallart som beskrevs av Tixier-Durivault 1970. Cladiella densa ingår i släktet Cladiella och familjen läderkoraller. Inga underarter finns listade i Catalogue of Life.